# Google Chrome
（簡稱Chrome）是Google開發的免費網頁瀏覽器，其名稱源於瀏覽器的外框「Chrome」。雖然Chrome本身並非自由軟體且未開放原始碼，但Google有相應的開放原始碼計劃，名為Chromium。
Chrome最初採用Apple WebKit的排版引擎，後分叉發展為Blink，並使用高效能JavaScript引擎「V8」。其主要目標是提升瀏覽器的穩定性、速度和安全性，同時創造簡潔高效的使用者介面。Chrome曾獲CNET旗下Download.com網站評選為2008年6月最佳Windows應用程式。
StatCounter的統計顯示，截至2022年4月底，Chrome在全球個人電腦瀏覽器市場佔有率達64.36%（2018年11月曾達到72.38%的高峰）。此外，Chrome在平板電腦和智慧型手機的使用率上也佔據領先地位，所有平台的合計使用率高達65%，是目前全球使用最廣泛的網頁瀏覽器。由於Chrome的普及，Google已將「Chrome」品牌名稱拓展到其他產品。如Chrome OS丶Chromecast、Chromebook、Chromebit、Chromebox和Chromebase等。 

## 歷史
Google執行長埃里克·施密特反對開發網頁瀏覽器已有六年時間。他表示：「當時Google是小公司，他不想在瀏覽器大戰輸得鼻青臉腫。」但是經過聯合創始人謝爾蓋·布林和賴利·佩吉聘用了幾位Mozilla Firefox開發員演示Chrome的原型後，施密特承認「它太棒，我不得不改變想法。」
2004年9月，Google建立網頁瀏覽器的傳言首次出現。當時線上期刊和美國報紙報導，Google正在招募前微軟網路開發人員。這也是在Mozilla Firefox 1.0發表後不久，Mozilla Firefox受歡迎程度激增，Internet Explorer有安全問題，並從Internet Explorer手中奪取了市占率。瀏覽器始於2006年，由桑德爾·皮查伊帶領開發。

### 發布
發布公告原本預定於2008年9月3日舉行，並將寄給記者和部落客一則解說新瀏覽器功能的漫畫，該漫畫由史考特·邁克勞德所繪製。由於要送往歐洲的信件提早寄出，因此Google Blogoscoped部落格的德國作者菲利普·藍森（Philipp Lenssen）在2008年9月1日收到漫畫後就掃描並放上自己的網站。隨後Google就將這則漫畫放到Google Books，並在自家部落格說明了提早釋出的原因。
2008年9月1日，Google官方網誌撰文說，將於第二天在超過100國同時發布Chrome的測試版。2008年9月2日，Google官方網誌宣布Chrome測試版已開放下載。首次發布的第一款測試版僅提供43種語言版本，並只適用於微軟Windows XP SP2以上版本。
Chrome的使用率迅速上升約1%。在最初的激增之後，使用率下降，直到2008年10月跌至0.69%的低點。然後再次上升，至2008年12月，Chrome再次超過了1%的門檻。
2009年6月4日，首款在Mac OS X和Linux作業系統的開發者預覽版正式發布，官方部落格聲稱遺漏了許多功能，只作為早期反饋用途而非日常使用，同年12月，發布第一款同時支援Windows，Mac OS X和Linux作業系統的測試版。2010年5月25日發布的5.0版是第一款同時支持該三套作業系統的穩定版本。
Chrome是2010年提供給歐洲經濟區Microsoft Windows使用者的十二種瀏覽器其中之一。
2012年2月7日，Google發布了Chrome於Android的測試版，該軟體只能在Android 4.0以上系统運行。6月28日，Android版Chrome正式在Google Play发布。6月29日，Chrome的iOS版本在App Store上架，可免費安裝，標誌著Chrome全面進軍行動平台。
2013年1月11日，Android Chrome Beta在Google Play上架。
2022年2月，Chrome更換logo，是自2014年以來首次更換logo。

### 版本說明
目前，Chrome有四版分支：
- ，为追求稳定的普通用户使用。
- ，穩定版發布前的公開測試所用，新功能不會修改太多，主要為安全測試，可能會有不穩定情況，適用喜歡較穩定又可嘗鮮的用户下載使用。
- ，主要为功能测试，可能有稳定问题，更新速度通常为一周一次，适合开发人员使用。[53]
- ，2010年7月加入[54]，比开发版更不穩定，但相對也會加入更多測試中的新功能，仅适合开发人员或追求紧贴最新版本的用户使用。構造版的特色是它可以獨立安裝及免安裝，不會覆蓋原本的Chrome版本，讓系統中可以同時擁有两套安裝版Chrome，但该分支的用户文件不能與其他分支共用。

### 佔有率
發佈首日佔有率達3％，其後一度跌至1％，但稍後仍緩步上升。2009年Chrome佔有率共上升3.60％（取各大機構平均值），成為全年佔有率上升幅度最大的網頁瀏覽器。2010年2月，統計數據顯示Chrome在瀏覽器市場佔有率為6.16％（取各大機構平均值），超越老字號Opera與Safari。截至2011年1月，統計數據顯示Chrome的市場佔有率達10.70％，僅次於Internet Explorer和Mozilla Firefox，排名第3，較2010年12月上升百分之0.72。除2010年7月曾下跌0.08％外，Chrome在每月統計的市場佔有率未曾下跌。2011年7月11日，Chrome在英國的市場份額達到22.12%，而Firefox仅占21.65%，這是Chrome首次在地區的統計中超越Firefox。2012年5月21日，Chrome在全球占有率達到33%，超越IE位居首位，而此紀錄持續時間至今，仍然一直上升，紀錄不斷，2021年1月下旬Chrome的市場占有率達65.38%。

## 安全
沙箱（Sandbox）
Chrome的每個分頁皆被沙箱隔離，以防止惡意軟體破壞操作系統或影響其他分頁。遵從着最小許可權原則，分頁每項動作的權限都受到限制，其僅能運算而無法寫入檔案和從我的文件、桌面等敏感區域讀取檔案。沙盒小組（Sandbox Team）表示他們「使用了現有的執行程序限制，並將這些限制變成了一座監獄」，例如在某一分頁運行的惡意軟體，將無法竊取信用卡號碼、干擾滑鼠運作，或修改系統的啟動應用程式設定，並且惡意軟體會在分頁關閉時立即停止運作。
外掛程式（Plugin）
外掛程式通常沒有統一標準，且無法像分頁般沙盒化。它們通常需要執行在瀏覽器本身或更高的安全等級。為了降低受攻擊風險，外掛程式獨立運行。
從5.0版本起，Chrome內置的Adobe Flash Player一律使用最新版本，以降低受攻擊風險。其後由9.0版本起，將Flash播放器放在沙盒中運行。這項技術是Chrome的安全里程碑。它成為了唯一一個將Flash嵌入沙盒執行的瀏覽器，對當時的Windows XP用戶至關緊要。
從8.0版本起，Chrome亦將內置的PDF閱讀器放在沙盒中運行。
多元處理（Multiprocessing）
多元處理容許多個程序同時執行而又互不影響，同時讓每張分頁獨立於視窗程序，因此當網頁資源佔用過高而崩潰時，不會因為一頁停頓而導致整組程序停止運作。
工作管理員（Task Manager）
用戶可以在工作管理員查看哪些網站佔用了最多的記憶體、下載流量和CPU資源，有利於管理各分頁與外掛，也便於用戶終止惡意程式。
Google安全瀏覽 (Google Safe Browsing)
Chrome會定期更新黑名單，防止網路釣魚和惡意軟體，並警告試圖瀏覽有關網站的使用者。這項服務也可透過使用其他的免費自由應用程式介面來取得。在更新維護這些黑名單的同時，Google也會通知網站持有者，告知網站存有惡意軟體。

Chrome會抽取部分網址傳送給Google，以瞭解該網址是否在黑名單中。（網路釣魚及惡意軟體的偵測功能） （页面存档备份，存于）
自動更新（Auto-update）
為確保瀏覽器接受到最新的修補程式，Chrome會定期自動檢查更新，更新會在下次啟動生效。
DNS over HTTPS
从桌面版本v83和Android版本v85起，Chrome支援DNS over HTTPS。

## 隱私權
無痕模式（Incognito mode）
Chrome包含了「無痕模式」（私密瀏覽（incognito），與Firefox、Safari、Opera的「私密瀏覽」和Internet Explorer、Microsoft Edge的「InPrivate」類似），這模式可讓用者在視窗內檢視的網頁不會在瀏覽或搜尋紀錄中顯示，關閉無痕式視窗後也不會在電腦留下Cookie等其他痕跡，但不意味用者完全隱身，下載的檔案或建立的書籤都會留下，而且互聯網服務提供商、雇主及網站本身依然能看見用者的瀏覽活動並追踪用者。」在新分頁頁面，Chrome亦提示用戶要小心：

- 收集或分享使用者資訊的網站
- 追蹤您造訪過哪些網頁的網際網路服務供應商或雇主
- 免費提供騙取並追蹤按鍵組合的惡意軟體
- 不懷好意的監視者
- 窺視您螢幕的人

隱私權偏好設定
- 網址列中的建議
- 釣魚網站和惡意程式防護
- 針對瀏覽錯誤提供建議
- 使用統計資料和當機報告

內容設定（Content Settings）
- Cookie（4.1版本起）
- 圖片（4.1版本起）
- JavaScript（4.1版本起）
- 外掛程式（4.1版本起）
- 彈出式視窗（4.1版本起）
- 位置要求（6.0版本起）
- 桌面通知（6.0版本起）
- 「不追蹤」（Do not track）功能（23.0版本起）

- 啟用「不追蹤」即表示您的瀏覽流量會將此要求納入其中，其效用視網站是否回應要求，以及網站解讀要求的方式而定。舉例來說，某些網站收到這要求後，將不會根據您先前瀏覽的其他網站顯示廣告。不過，許多網站仍會基於下列原因收集並使用您的瀏覽資料：強化安全性、在網站上提供內容、服務、廣告與其他推薦項目，以及產生統計資料報告。

## 性能
JavaScript
利用內置獨立的JavaScript虛擬機「V8」來提高運行JavaScript的速度。（通过即時編譯JavaScript代碼为機器碼，内联，类型转换，垃圾收集等特性。）
HTML排版引擎
Android團隊建議後，Chrome使用WebKit引擎。WebKit簡易小巧，並能有效率的運用記憶體，符合Google理念，且對新開發者相當易上手。但從28.0起，Google以Webkit引擎為基礎，為Chrome開發全新的Blink引擎，將比現行的Webkit引擎更簡化程式源始碼，並更好支援多進程。Opera瀏覽器也宣佈將支援Blink引擎。
針對瀏覽錯誤提供建議
出現無法解析網址或未能成功連線的狀況時，Chrome會嘗試判斷想要前往的網頁，並提供建議。瀏覽器會將嘗試瀏覽的網頁網址傳送到Google，以便建議替代或類似的網頁。
DNS預先擷取
DNS預先擷取是指「網域名稱系統」預先擷取。當瀏覽網頁時，Chrome可查詢或預先擷取網頁上所有連結的IP位址。瀏覽器使用IP位址來載入網頁，因此只要事先查詢這些資料，當按下網頁上的任何連結時，便可更快速地載入目標網頁。
表單自動填入
從6.0版本起，預設開啟「自動填入」功能，使用「自動填入」功能，只要按一下即可完成表單。
Chrome可儲存您的地址及信用卡資訊。首次填入表單時，瀏覽器會自動儲存所輸入的聯絡資訊，作為「自動填入」的輸入項目，例如名稱、地址、電話號碼或電子郵件地址。
如果用戶明確授權，瀏覽器也可以儲存信用卡資訊。在表單輸入信用卡資訊時，瀏覽器會在網頁頂端詢問是否要儲存資訊。
所輸入的每一組信用卡或地址資訊將儲存為不同項目，可以將辦公地址和住家地址儲存為兩項不同項目。
按一下即可自動填入表單。填入表單時，Chrome會偵測正在輸入的文字是否符合「自動填入」項目中儲存的資訊。如果有符合項目的話，則在正填寫的欄位下方會出現下拉式選單，其中顯示與輸入內容相符的項目。
如要自動填入表單，請按一下要使用的項目。如果要先預覽「自動填入」功能如何填入表單，請先將滑鼠游標移至選單中的項目上，然後再按一下項目。可自動填入的欄位將會反白顯示。
互動智慧搜尋（Instant，這功能於研究室畢業）
從9.0版本起，使用者可設定類似Google Instant的互動智慧搜尋，即頁面會即時載入使用者在搜尋與位址列組合（Omnibox）中輸入的搜尋內容或網址，搜尋期間會提供橫向搜尋建議並會自動完成。
GPU硬件加速
當啟用GPU硬體加速時，使用Chrome瀏覽那些含有大量圖片之網站時可以更快渲染完成並使頁面滾動時不會出現影像破裂的問題。

## 功能

### 用戶介面
新分頁頁面（New Tab Page）
顧名思義，「新分頁」就是使用者在Chrome中開啟新分頁時所顯示的頁面。Chrome藉由這設計取代了傳統瀏覽器在新開分頁時載入首頁，快速開啟喜愛的應用程式及網站。
「新分頁」分為3部分：
- 應用程式

從7.0版本起，在新分頁頁面中顯示會顯示已從「Chrome Web Store」安裝的「應用程式（Apps）」的圖示。只要按一下圖示，即可開啟應用程式。
從10.0版本起，使用者可以隨意調整應用程式次序。
- 常用網頁

新分頁頁面中會顯示8張最常瀏覽網站的縮圖（可自由增刪、更換位置）。只要按一下縮圖，即可瀏覽網站。
如要移除特定縮圖，將游標移至圖片上方，然後按一下外框右上角的「x」圖示，以後新分頁就不會顯示移除了縮圖。
- 近期關閉分頁

按一下頁面底部「近期關閉分頁」列中的連結，即可還原關閉的分頁或視窗。
另外，各部分都可最小化，只要按一下各部分的標題即可。再按一次標題即可展開該部分。
7.0版本起，「近期關閉的分頁」只在適當時候出現。使用者也可將一部分完全隱藏起來，只要將滑鼠游標移至您想要隱藏的部分的標題上方（例如，如要將「常用網頁」部分從新分頁中移除，將游標移至「常用網頁」部分的標題上方），然後按一下右邊顯示的「x」圖示，即可將該部分從新分頁中移除。隱藏部分中的項目現在會顯示在頁面底部的新選單中。如要還原該部分，請按一下選單中的部分標題。
網址列（Omnibox）
在Chrome的搜尋與位址列組合（又稱為「網址列」）中，可輸入搜尋內容或網址。「網址列」會在您輸入搜尋內容與網址時提供建議，還提供自動完成功能，協助您輸入幾粒字就可以找到所需的內容。此外還可以搜尋瀏覽記錄和已加入書籤的網站。在Windows XP系统的电脑安装最新版Chrome后，还可能会出现将Google搜索框与Omnibox结合的界面。
查看網頁警示
- 安全警示
- 彈出式視窗警示

當瀏覽器封鎖網頁的彈出式視窗時，會出現彈出式視窗警示圖示。按一下該圖示可查看已遭封鎖的彈出式視窗，或管理網站的彈出式視窗設定。
- 擴充功能網頁動作

網頁資訊（Page Info Bubble，這功能於研究室畢業）
從8.0版本起，網頁資訊改用類似擴充功能在網址列的彈出方式。
分頁（Tabs）
分頁是Chrome使用者界面中最重要的元素，為梯形設計，其位於視窗的最上方而非控制按鈕的下方。這項改變與許多目前的主流分頁瀏覽器做法不同。不同視窗的分頁可輕易的利用拖曳的方式交換位置。全部標籤頁都有自己的控制按鈕組，包含稱為「Omnibox」的網址列。
主題（Theme）
從3.0版本起，使用者可為瀏覽器增添有趣的主題，讓瀏覽器的外表漂亮。主題會出現在瀏覽器四週的邊緣，並成為「新分頁」頁面的背景。在官方主題庫 （页面存档备份，存于）或「Chrome Web Store」的主題分類 （页面存档备份，存于）中當使用者找到喜歡的主題時，按一下主題庫網頁上的「套用主題」/「安裝」，主題便會立刻出現。如果使用者此時改變主意，只需按一下出現在分頁頂端的訊息列中的「取消」，即可回復到前一款主題。整套過程無需重新啟動瀏覽器。
彈出式視窗（Popups）
彈出式視窗會在分頁內顯示，並不會在分頁內以外的地方出現，除非使用者將視窗拖曳至別處。
網路應用程式捷徑（Application Shortcut）
網路應用程式可在特殊的簡化視窗中開啟網站，該簡化視窗不會顯示分頁、按鈕、網址列或選單。
現時只有Windows和Linux平台的Chrome才提供這項功能。
Gears（已停止開發）
Chrome包含了Gears，研發者可利用這項功能製作網頁應用程式（web applications，包含離線支援）。
由於大部份Gears的功能HTML 5都支援，Google已停止開發Gears的新功能。
HTML5支援
Chrome长期在The HTML5 Test（页面存档备份，存于）的测试结果中居于高位。
停止Flash支持
Chrome宣布2020年停止Flash在其浏览器上的应用。

### 擴充功能与應用程式
使用者自訂擴充功能
2009年9月6日，Chrome首次預設啟用擴充功能，並提供數款擴充功能。在官方擴充功能中心中當使用者找到喜歡的擴充功能時，按一下網頁上的「安裝」，擴充功能便會安裝到使用者的Chrome。整套過程無需重新啟動瀏覽器。
2010年8月20日，「Chromium」開始支持側邊欄擴充功能API。
2010年8月25日，測試版Chrome開始支持右鍵菜單API、Omnibox API、Infobars API。
- 右鍵菜單API：擴充功能可以指定菜單在點擊圖片或影片後才顯示，而非所有右鍵菜單都顯示。
- Omnibox API：允許擴充功能將內容與瀏覽器的搜尋與位址列組合（Omnibox）整合。
- Infobars API：允許擴充功能將信息顯示在標籤頁以上的位置，可以使用HTML來寫，可以做出互動的信息顯示欄。

2010年8月30日，「Chromium」開始支持語音輸入API、加速計API。
從7.0版本起，Chrome已經可以安裝「應用程式（Apps）」並會在新分頁頁面中顯示。
從9.0版本起，使用者可以隱藏Chrome上已安裝並顯示在網址列右方的擴充功能，此外「設定」圖示左上方會顯示新安裝並在背景運行的擴充功能/應用程式，同時在功能表內加入顯示在背景運行的擴充功能/應用程式的數量一行。
從10.0版本起，Chrome默認啟用語音輸入的API
從25.0版本起，Chrome開始支援語音辨識輸入API，並且在某些網站或程式要自動安裝擴充功能時，改為讓使用者手動確認是否安裝。
Chrome Web Store
Chrome Web Store，前稱「Google Chrome擴充功能中心」。
2009年12月9日，官方「Google Chrome擴充功能中心」（測試版）已有超過300款擴充功能。
隨著4.0穩定版本發佈，官方「Google Chrome擴充功能中心」在2010年1月25日正式上線，並擁有超過1500款擴充套件。
2010年5月19日，Google在Google I/O宣布「Chrome Web Store」。
截至2010年6月22日，官方擴充功能中心已有超過5000款擴充功能，其中25款為Google官方開發的擴充功能。
2010年8月19日，Google宣布官方「Google Chrome擴充功能中心」向開發者註冊費用為一次性收取5美元。開發者在發布擴充功能、主題，以及未來的Web Apps之前必須繳納這筆費用。不過如果你在太平洋時間8月19日11:00前已經註冊了開發者帳號的話，可以不用繳交這US$5，不但之前上傳的擴充功能可以繼續維護，新上傳的也是沒有問題的。另外，「Google Chrome擴充功能中心」加入域名驗證系統（類似Twitter官方驗證帳號），在新上傳的擴充功能開發者須將他們的作品與Webmaster Tools中的域名關聯。
2010年8月19日，Google宣布「Chrome Web Store」將取代官方「Google Chrome擴充功能中心」，中心內的擴充功能將連同官方主題庫的主題移到「Chrome Web Store」。
2010年12月7日，「Chrome Web Store」正式上線。
2011年12月9日，官方「Chrome Web Store」上線一年後宣布擁有超過8500款擴充套件及超過1500款主題，共安裝超過7000萬次，超過三分之一使用者安裝至少一款擴充功能。
瀏覽器內置的擴充功能
自動網頁翻譯
從4.1版本起，只要您瀏覽的網頁語言與選取的瀏覽器介面語言不同，就可以使用網頁頂端的藍色翻譯列。此功能目前可翻譯52種語言。
同步功能
從4.1版本起，Chrome加入同步功能，將瀏覽器內的資料透過Google帳戶同步到Google文件內。
現時可選擇同步的資料型有：
- 書籤（4.0版本起）
- 偏好設置（5.0版本起）
- 主題（5.0版本起）
- 表單自動填入（6.0版本起）
- 擴充功能（6.0版本起）
- 應用程式（Apps，7.0版本起）
- 已儲存密碼（10.0版本起）
- 輸入的網址（未知）
- 會話（Session）（未知）
- 打开的标签页（19.0版本起）

從9.0版本起，Chrome加入同步數據的加密功能，採用的是Passphrase加密方法。
雲端列印連接器（Cloud Print Proxy）
從10.0版本起，Chrome提供印表機與「Google Cloud Print」連線。在設定啟用「Google雲端列印連接器」，印表機就會自動設定完成，讓您可用有「Google雲端列印」功能的網路與行動應用程式輕鬆列印。

### Chrome://flags（研究室）
從7.0版本的開發版本起，Chrome（除正式版本外）加入研究室功能，將未完成或未完善的功能收集供使用者測試，此前所有測試功能都需要使用指令碼啟用。由7.0至8.0（62681）版本，用「about:labs」可進入研究室。從8.0（62682）版本起易名為「about:flags」或「chrome://flags」 （页面存档备份，存于）。

### 正在開發的獨立項目
以下為將加入Chrome的功能（目前是獨立的開源項目）；除了用於Chrome內，亦同時可以整合到其他軟件。
- LevelDB：嵌入式鍵／值對（Key/Value Pair）數據庫管理系統編程庫，用以支援HTML5的IndexedDB
- Google Native Client：類似ActiveX技術，但運用沙盒和機器碼驗證器技術來兼顧安全性，2017年5月31日，Google宣布放棄PNaCl轉向WebAssembly。

## 其他

### 瀏覽器標準測試

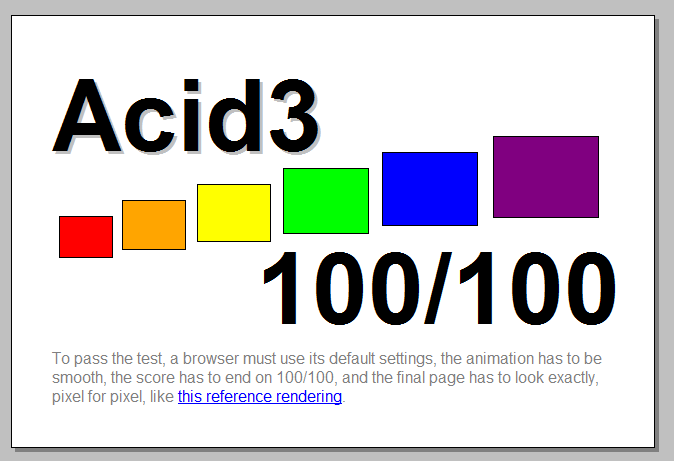
Chromium 3.0.192.0滿分通過整套Acid3測試

- 2008年9月3日發佈的Chrome第一款測試版已順利通過Acid1及Acid2測試，同時在Acid3中取得78分[80]；其後在Chrome 3.0正式版通過Acid3測試取得滿分100分。（2011年9月版本）[81]。
- 完全通過「CSS3 Selectors Test （页面存档备份，存于）（2010/06/30版本）」中574項測試[82]。
- 在「The CSS3 Test（页面存档备份，存于）」中取得65%的分數（通過1675項，共2637項）[83]。
- Chrome在「THE HTML5 TEST （页面存档备份，存于）」中[84]

## 爭議及醜聞
2015年，Google推出「軟件移除工具（Software removal tool）」，可幫用者尋找和刪除系統中可能影響瀏覽體驗的軟件，初時只是獨立軟件，但後來改名「Chrome清理工具（Chrome Cleanup Tool）」並直接捆綁到Windows版Chrome。2018年初，Chrome曝出私隱醜聞，Chrome清理工具會掃描電腦所有檔案，但掃描過程不透明，還可能會傳至Google伺服器而洩露用者資料，且沒有明確提示用者電腦檔案會否傳至Google。Google並沒有向用者說明，安裝Chrome時也沒有提醒，哪怕用者是否同意捆綁該工具，引發不少爭議。2023年3月初，該工具已由Chrome移除。

## 參閲
- Chrome OS
- 恐龙游戏：Chrome内置的网页游戏

## 外部連結
- 官方网站 （按瀏覽器語言顯示）／离线安装Google Chrome指引
- 官方博客 （英文）
- Google Chrome擴充功能（按瀏覽器語言顯示）
- www.chromium.org/chromium-projects/（英文）
- Google Chrome漫畫（英文）
- Google Chrome漫畫（简体中文）

### 社交媒體
- Google Chrome的Facebook專頁
- YouTube上的Google Chrome頻道
- Google Chrome的X（前Twitter）
- Chrome開發者官方網頁（包括新版本功能介紹）
- YouTube上的Chrome開發者頻道
- Chrome開發者的X（前Twitter）
- Chrome開發者工具的X（前Twitter）